# Ibn az-Zaqqaq
Ali ibn Attiya ibn al-Zaqqaq, en arabe علي إبن عطيّة إبن الزقّاق البلنسي, né en 1100 à Valence et mort en 1133 ou 1134, est un poète d’Al-Andalus de l’époque Almoravide.
El Sueño de al Zaqqaq est un recueil de poèmes d'Ibn Al-Zaqqaq mis en musique par Luis Delgado. 